# Les Pionniers du Nouveau Monde
Pour les articles homonymes, voir Nouveau Monde (homonymie).
Les Pionniers du Nouveau Monde est une série de bande dessinée créée, écrite et dessinée par Jean-François Charles en 1982. Le scénario du premier tome est de Jan Bucquoy et les dessins en couleur de Jean-François Charles.  À partir du deuxième tome, Jean-François Charles prend le relais de Jan Bucquoy qui se consacre à Jaunes. À partir du septième tome, les dessins sont assurés par Ersel. À partir du treizième tome, Maryse Charles se joint à son époux, Jean-François, pour l'élaboration des scénarios.

## Description et synopsis
Située principalement Canada au milieu du XVIIIe siècle, l'histoire raconte les pérégrinations de Benjamin Graindal pendant cette période troublée des guerres franco-anglaises pour la possession des colonies en Amérique du Nord et principalement du Québec (Nouvelle-France à l'époque). L'action se déroule principalement au Québec, aux États-Unis et parfois en partie en Europe. Les événements historiques viennent imposer des déplacements, des combats et des choix d'émigration vers des lieux moins perturbés.

## Personnages
- Benjamin Graindal : jeune fêtard ballotté par les événements de cette époque troublée par les conflits entre Anglais, Français et Indiens. Benjamin et Louise sont les principaux personnages de la saga des Pionniers du Nouveau Monde ;
- Louise Dieudonné : jeune femme, fille d'un colonel français, également ballottée par les événements vivra cette époque en s'affermissant au fur et à mesure que l'histoire avance. Elle forme un couple tumultueux avec Benjamin ;
- De la Valette : oncle de Benjamin vivant à Montréal et dirigeant une compagnie d'achat-vente de pelleteries ;
- Julia dite tante Julia : tante de Louise, qui prend Bee Bee Gun sous sa protection et suit les aventures et migrations de sa nièce Louise. Elle participe principalement aux tâches ménagères et à l'éducation des enfants. Sa soupe est célèbre ;
- Guillaume dit Billy le Nantais : trappeur aventurier qui partage de nombreuses aventures avec Benjamin et Louise. Il épouse Petite-Natte ce qui lui apporte des ennemis impitoyables ;
- Neil : soldat irlandais dans l'armée anglaise lors du siège de Québec, sauvé par Louise dans l'album Du sang dans la boue et qui partage ensuite la vie de Louise et ses amis ;
- McTavish : armateur écossais qui a accueilli Benjamin ;
- Elisabeth McTavish dite Lisa : sa fille. Elle épouse Benjamin et met au monde deux filles avant de mourir en Louisiane.

Les Indiens
- Skakehanska : Indien Cree, chef de tribu ;
- Crie-dans-le-vent : sa fille ;
- Bee Bee Gun : colosse indien simplet qui devient l'ami de Benjamin et Louise. Il est fidèle et dévoué ;
- Khajuraho : vieil indien au nom étrange dont on apprendra l’origine dans l'album Le Piège de la Rochelle ;
- Petite-Natte : épouse de Billy ;
- Petit homme : Nom indien de Louise donnée par les Cree ;
- Ugly : colosse indien horrible et violent, qui a été défiguré lors d'un combat d'où son nom. Il apparaît dans de nombreux épisodes et est toujours aussi indestructible.

Les ennemis
- Crimbel : officier anglais qui voue à Benjamin une haine féroce à la suite d'une rivalité amoureuse, qui s'élargit au fil des épisodes aux Indiens et aux amis de Benjamin ;
- Mary : Mary Shirley, une Anglaise rousse, a été la compagne de Benjamin et lui voue depuis une haine féroce ;
- Craps : Anglais trouble et secret servant les pires comploteurs dont Mary.

## Albums
1. Le Pilori (1982)  (ISBN 9-782723-406741)
2. Le Grand Dérangement (1985)  (ISBN 9-782723-406758)
3. Le Champ d'en-haut (février 1987)  (ISBN 9-782723-407458)
4. La Croix de Saint-Louis (janvier 1988)  (ISBN 9-782723-408967)
5. Du sang dans la boue (septembre 1989)  (ISBN 9-782723-411011)
6. La Mort du loup (septembre 1990)  (ISBN 9-782723-412636)
7. Crie-dans-le-vent (octobre 1994)  (ISBN 9-782723-417440)
8. Petit Homme (novembre 1995)  (ISBN 9-782723-420518)
9. La Rivière en flammes (octobre 1996)  (ISBN 9-782723-422192)
10. Comme le souffle d'un bison en hiver (septembre 1997)  (ISBN 9-782723-423731)
11. Le Piège de la Rochelle (septembre 1998)  (ISBN 9-782723-426848)
12. Le Murmure des grands arbres (octobre 1999)  (ISBN 9-782723-430678)
13. Les Chemins croches (février 2001)  (ISBN 9782723434218)
14. Bayou Chaouïs (mars 2003)  (ISBN 9782723440431)
15. Le Choix de Crimbel (novembre 2005)  (ISBN 9782723446822)
16. La Vallée bleue (novembre 2006)  (ISBN 9782723454131)
17. Le Pays des Illinois (octobre 2009)  (ISBN 9782723463959)
18. Le Grand Rendez-vous (octobre 2011)  (ISBN 9782723477734)
19. Les Insurgés (mai 2013)  (ISBN 9782723490825)
20. Nuit de loups (décembre 2015)
21. Fort Michilimackinac (février 2022)  (ISBN 9782344029633)
22. Jours d'orage (avril 2024)  (ISBN 9782344043028)
23. Les révoltés du Mississippi (juin 2025)  (ISBN 9782344065341)

## Publication
- Deligne : tomes 1 et 2
- Glénat : tomes 1 et 2 (rééd., 1986) ; 3 à 19